# 宿醉
宿醉（英語：Hangover）指的是通常在飲酒（例如葡萄酒、啤酒、和蒸餾酒）後出現的各種生理和心理上令人不快的影響。宿醉可持續數小時或是超過24小時。宿醉的典型症狀包括頭痛、嗜睡、專注力有問題、口乾、頭暈、疲勞、胃腸道不適（例如嘔吐、腹瀉）、缺乏飢餓感、光敏感、抑鬱、盜汗、噁心、過度興奮、易怒、和焦慮。
雖然當前對宿醉的原因仍然知之甚少，但與幾個因素，包括乙醛積累、免疫系統和葡萄糖代謝的變化、脫水、代謝性酸中毒、前列腺素合成紊亂、心輸出量增加、血管舒張、睡眠不足、和營養不良等有關聯。酒精飲料中的食品添加劑或是副產品（酒類的同屬物）對飲料產生的特定影響也發揮重要的功能。這些症狀通常發生在酒精中毒作用開始消失的時候，而發生的時間是在一晚大量飲酒後的次日早晨。除了酒精代谢太慢导致宿醉，还有安眠药药效过久、中枢特发性嗜睡症这些都会产生宿醉的情况。
雖然已有許多療法和民間妙方，但尚無令人信服的證據顯示任何一種可有效預防，或是治療宿醉。避免飲酒，或是適量飲酒才是避免宿醉最有效的方法。宿醉導致的社會經濟後果包括工作場所曠工、工作績效受損、生產力下降、和學業成績不佳。宿醉對於有潛在危險的日常活動（例如駕駛汽車或操作重型機械），可能也會發生不利影響。

## 體徵和症狀

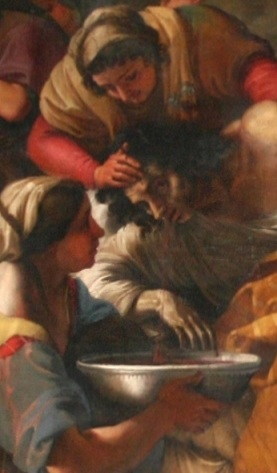
一副1681年的畫作，顯示某人在嘔吐，而嘔吐是典型的宿醉症狀。

宿醉與多種醫學徵象有關，包括嗜睡、頭痛、專注力有問題、口乾、頭暈、胃腸道不適、疲勞、盜汗、噁心、過度興奮、焦慮、以及持續較長時間（超過24小時）的全身不適感。宿醉症狀會出現在血液酒精濃度顯著下降之時，而峰值會在濃度幾乎為零的時候發生。在病例對照研究中驗證的宿醉症狀包括全身不適、口渴、頭痛、頭暈或昏厥、疲倦、食慾不振、噁心、腹痛，以及心跳加速的感覺。有些症狀, 如睡眠模式的變化和胃腸道不適，是受到酒精中毒，或是酒精戒斷症候群的直接影響。嗜睡和認知功能受損是宿醉的兩個主要特徵。

## 原因
人們對於導致宿醉的過程仍然知之甚少。幾種病理生理變化可能會造成宿醉，包括乙醛水準升高、細胞因子途徑的激素改變和葡萄糖供給降低。其他相關現象是脫水、代謝性酸中毒、前列腺素合成受到擾亂、心輸出量增加、血管舒張、睡眠不足、和食慾不振。在酒精飲料中存在的一些被稱為同系物的複雜有機分子，可能在產生宿醉效應方面發揮重要作用，因為其中如甲醇，會被代謝成明顯有毒的甲醛和甲酸。

### 病理生理學

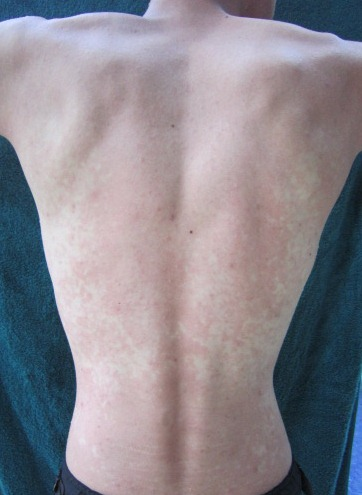
酒精的首度代謝產物 - 乙醛，因為在體內累積而造成酒精潮紅反應。

攝入酒類飲料，其中的乙醇首先被醇脫氫酶轉化為乙醛，然後透過氧化和消化過程轉化為乙酸。在這種氧化還原反應中，煙酰胺腺嘌呤二核苷酸 (NADH+) 被轉化為其還原形式的NADH。酒精飲料造成這種NADH+/NADH氧化還原的不平衡，會讓身體機能正常的運作產生困難。酒精引起的人體氧化還原變化的後果，包括三酸甘油酯生成增加、氨基酸分解代謝增加、檸檬酸循環受抑制、乳酸性酸中毒、酮酸中毒、高尿酸血症、皮質醇和雄激素代謝紊亂、以及器官和組織纖維化增加。葡萄糖和胰島素的代謝也受到影響。然而，最近的研究顯示，宿醉的嚴重程度與血液和尿液樣本中各種激素、電解質、游離脂肪酸、三酸甘油酯、乳酸、酮體、皮質醇、和葡萄糖等濃度之間沒有顯著關聯性。
酒精還會誘導細胞色素P450 2E1酶，把乙醇和其他物質代謝成更具反應性的毒素。特別是在暴飲之時, 這種酶會被激活, 並在創造一種稱為氧化應激的有害條件中發揮作用, 而導致細胞死亡。

### 乙醛
乙醛是乙醇的第一類副產品，其毒性是酒精本身的10到30倍並且在開始飲用乙醇之後就維持在高原水平長達數小時。此外，某些遺傳因素會把乙醛的負面影響放大。例如，有些人（主要是東亞人）的醇脫氫酶基因發生突變，讓這種酶快速的把乙醇轉化為乙醛。此外, 東亞人大約有半數，他們的遺傳把乙醛轉化為乙酸（通過乙醛脫氫酶）的速度會較慢, 導致乙醛的積累比其他群體的人為高。高濃度的乙醛引起酒精潮紅反應，俗稱“亞洲紅臉反應”。由於酒精潮紅反應會讓人非常不舒服，宿醉結果甚為直接和嚴重，因此具有這種基因變異的人不太可能成為酗酒者。

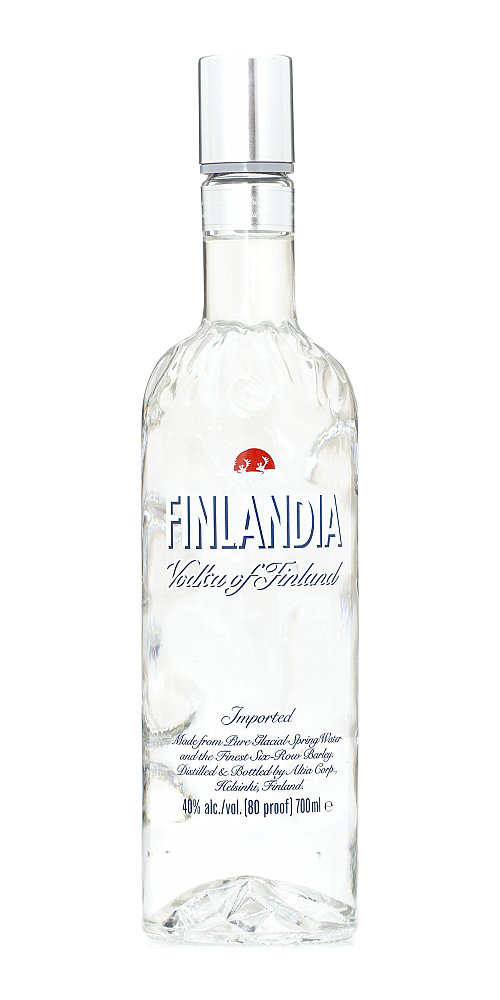
像這瓶芬蘭生產，色澤清澄的Finlandia伏特加，其中所含的同系物就很少。

乙醛也會影響穀胱甘肽過氧化物酶（一種關鍵抗氧化酶）的生成, 並增加對氧化應激的敏感性，同樣，乙酸（或稱乙酸鹽）會引起其他問題。有項研究發現把乙酸鈉注射入大鼠體內會導致它們產生傷害感受的行為（頭痛）。此外，這一發現還有種生化解釋。高乙酸鈉的水準會導致腺苷在大腦的許多部位積聚。但當老鼠攝取咖啡因之後，腺苷的作用受到阻斷，老鼠們會不再感到頭痛。

### 同系物
大多數酒類飲料內除乙醇和水之外，還含有同系物，它們被用作調味劑，或者是發酵和葡萄酒陳化過程中的副產品。雖然乙醇本身已足夠產生大多數宿醉的效應，但同系物會在某種程度上加重宿醉和其他殘留效應。同系物包含有胺、酰胺、丙酮、乙醛、多酚、甲醇、組織胺、雜醇油、酯、糠醛、和單寧等物質，但其中並非全部有毒。一項對小鼠的研究顯示，雜醇油可能有緩解宿醉症狀的作用，而有些威士忌內的同系物如丁醇可保護胃部，讓小鼠胃粘膜免於損傷。不同類型的酒精飲料含有不同數量的同系物。一般而言，深色的酒類中的濃度較高，而澄清酒類中的濃度較低。而伏特加與純乙醇比較，兩者的同系物幾乎相同，波本威士忌中的同系物含量比伏特加高出37倍。
有四項研究檢查是否某些類型的酒類會導致較嚴重的宿醉。所有四項研究的結論是同系物含量較高的深色酒會產生較嚴重的宿醉。一項研究甚至顯示，喝深色酒後產生的宿醉會更嚴重、而且更頻繁發生。在2006年所做的一項研究中，平均需要14份標準飲料單位的啤酒（每份330毫升）才能產生宿醉，但葡萄酒或烈酒只需要7到8份（在各類型的酒類，每份標準飲料單位的酒精含量都不相同)。另外一項研究，依照產生宿醉的能力對幾種酒類所做排名（從低到高）：以果汁稀釋的蒸餾酒、啤酒、伏特加、琴酒、白葡萄酒、威士忌、蘭姆酒、紅酒、和白蘭地。
一種強效的同系物是甲醇。它是在發酵過程中自然形成的少量物質，可能會因不正確的蒸餾技術而導致意外濃縮。甲醇在代謝後會產生一些劇毒的化合物，如甲醛和甲酸，它們會對產生宿醉的嚴重程度發生作用。乙醇會減緩甲醇轉化為有毒代謝物的速度，因此大部分甲醇可通過飲者的呼吸和尿液無害地排出，而不會形成有毒代謝物。這可能在常見療法中，以多喝酒來緩解宿醉症狀，結果是宿醉症狀可暫時獲得推遲。由於飲酒會有效抑制甲醇代謝，而甲醇在飲酒過程中積累，代謝會在乙醇被清除之後才開始發生。這種延遲作用為酒精中毒後症狀的延緩發生，也為甲醇濃度與研究中發現的宿醉症狀間相關性提供解釋。

### 維生素和電解質流失
消除酒精所需的代謝過程會消耗維生素和電解質。此外，酒精是種利尿劑，而排尿會將電解質排出。飲酒一夜之後，導致關鍵的維生素B和C，以及鉀、鎂、和鋅的流失，會導致疲勞、疼痛、和其他類似宿醉的症狀。

### 脫水
乙醇透過增加尿液產生（利尿）而具有脫水的功能，這會導致口渴、口乾、頭暈，並會導致電解質失衡。研究顯示電解質變化在酒精宿醉的發生中只產生次要作用，且是由脫水所引起。喝水有助於緩解脫水症狀，但不太可能大幅降低宿醉及嚴重程度。胃壁因為受到酒精刺激，而產生鹽酸，是造成噁心的原因。

### 低血糖
研究顯示宿醉與血糖濃度降低有關聯（低於70毫升/分升），但血糖濃度與宿醉嚴重程度之間的關係尚不清楚。低血糖也稱為胰島素休克，會導致昏迷甚至死亡。

### 免疫系統
在目前的研究裡面，免疫因素與宿醉嚴重程度之間所存在的顯著關係，是迄今為止對於各種因素的研究中最具說服力的。免疫系統的不平衡，特別是細胞因子代謝的不平衡，已被確定在宿醉的病理生理學中發揮作用。尤其是宿醉症狀中的噁心、頭痛、和疲勞，被認為是由免疫系統的變化所介導。幾種細胞因子在血液中的濃度被發現在飲酒後會顯著增加。這些因子包括有白細胞介素 12 (IL-12)、γ-干擾素 (IFNγ)、和白細胞介素-10(IL-10)一些對於如托芬酰胺酸（商品名Clotam, Tufnil）和梨果仙人掌(OFI)的藥理學研究，也顯示緩解宿醉的功能是因為牽涉到免疫系統的緣故。這些研究顯示，宿醉症狀和嚴重程度可透過使用阿司匹林或布洛芬等非類固醇抗發炎藥來降低。

### 與個人有關的因素
已知有幾個本身不會導致宿醉，但會影響其嚴重程度的因素。包括飲者的性格、遺傳、健康狀況、年齡、性別、飲酒期間的相關活動（如吸菸）、使用其他藥物、體能活動（譬如跳舞）、以及睡眠品質、和飲酒持續的時間。
- 遺傳：與亞洲人的乙醛脫氫酶 (ALDH) 和潮紅表型（酒精潮紅反應）相關的等位基因是已知的影響酒精耐受性和宿醉效應發展的遺傳因素。現有的數據顯示，已知具有會導致乙醛積累基因型的飲者較易受到宿醉影響。[33]大約25%的重度飲酒者聲稱他們從未宿醉的事實，也顯示遺傳變異在宿醉嚴重程度的個體差異上所發生的作用。[5]
- 年齡：有些人的宿醉會隨著年齡的增長而惡化。這被認為是由於醇脫氫酶會隨年紀增長而供應減少所致。雖然實際上不知道宿醉症狀和嚴重程度是否會隨著年齡而變化，但研究顯示，飲酒模式會隨著年齡的增長而變化，隨著年齡的增長，會導致宿醉的大量飲酒事件的發生率要低得多。[5]
- 性別：在相同酒精攝取量的情況下，女性比男性更容易發生宿醉，這可能是由於酒精藥物代謝動力學的性別差異所致。在攝入相同的酒精數量時，女性的血液酒精濃度(BAC)高於男性。在等效的BAC之下，男性和女性在大多數宿醉影響方面，似乎大致相同。[33]
- 吸菸: 在飲酒期間，因為吸菸而額外吸收的乙醛被認為是導致宿醉症狀的另一因素。[10]

## 管理
從醫學的角度來看，大家對於宿醉知之甚少。醫事人員較喜歡從治療和預防的角度來研究酒精不當使用，並且有種觀點，認為宿醉對於過度飲酒提供了有用、自然、和固有的抑制作用。
在那些對於宿醉的研究（雖然數量不多，但屬於認真者）中，對宿醉是否可預防或至少可減輕，仍存在爭議。另外也有大量的傳統醫學和簡單的蒙古大夫提供的處理方式。英國醫學期刊有篇四頁的文獻，對此做出綜述，結論是：“沒令人信服的證據表明有任何常規或補充干預措施，能有效預防或治療宿醉。最有效避免宿醉的方法就是不喝酒。”大多數解方並不能顯著減少宿醉的嚴重程度。有些化合藥物可減輕某些特定症狀如嘔吐和頭痛等，但不能有效減輕如困倦和疲勞的其他常見的症狀。

### 或有好處的解方

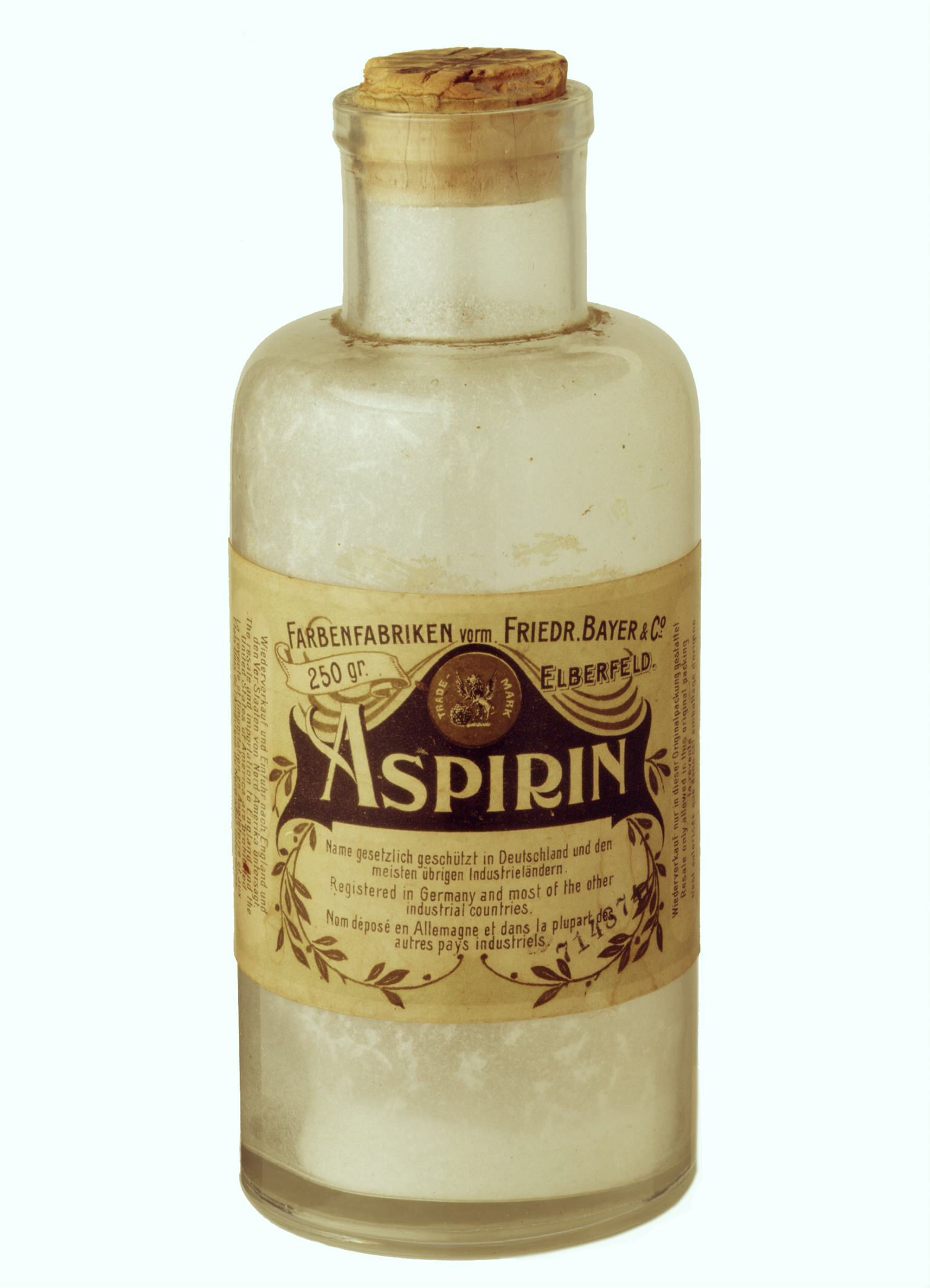
一瓶1899年的阿司匹林。

有些資料表明沒證據可證明哪種治療宿醉的方式確實有效。
- 補充水分（英语：management of dehydration）：宿醉發生後，在入睡前，或宿醉當時，透過喝水，可把脫水相關症狀，如口渴、頭暈、口乾、和頭痛現象等緩解。[3][21]
- 非類固醇抗發炎藥：雖然如阿司匹林（乙酰水杨酸）或布洛芬被提議用於治療與宿醉相關的頭痛。但沒有證據支持其益處，有人擔心在攝取酒精的同時服用和阿司匹林，可能會增加上消化道出血和肝衰竭的風險。[36]
- 托芬酰胺酸：可抑制前列腺素合成, 在1983年所做的研究發現，可減少頭痛、噁心、嘔吐、刺激，但對30位研究對象的疲倦，並未產生影響。[36]
- 吡硫醇（英语：Pyritinol）：一項在1973年所做的研究發現，攝取大劑量（建議每日攝入量的數百倍）的吡硫醇（一種合成維生素B6類似物）有助於減輕宿醉症狀。[21]吡硫醇可能產生的副作用有因膽汁鬱積（英语：cholestasis）和急性胰臟炎（英语：acute pancreatitis）而引起的肝炎（肝損傷）。[37][38]
- 酵母抽提物：使用這種物質，對於處理不適、煩躁、和急躁所產生的變化差異，具有統計學上的意義，但未發現在血液化學參數、血液酒精濃度、或乙醛濃度有顯著差異，並且對總體健康狀況並未能顯著改善。[36]

### 沒證據支持的解方

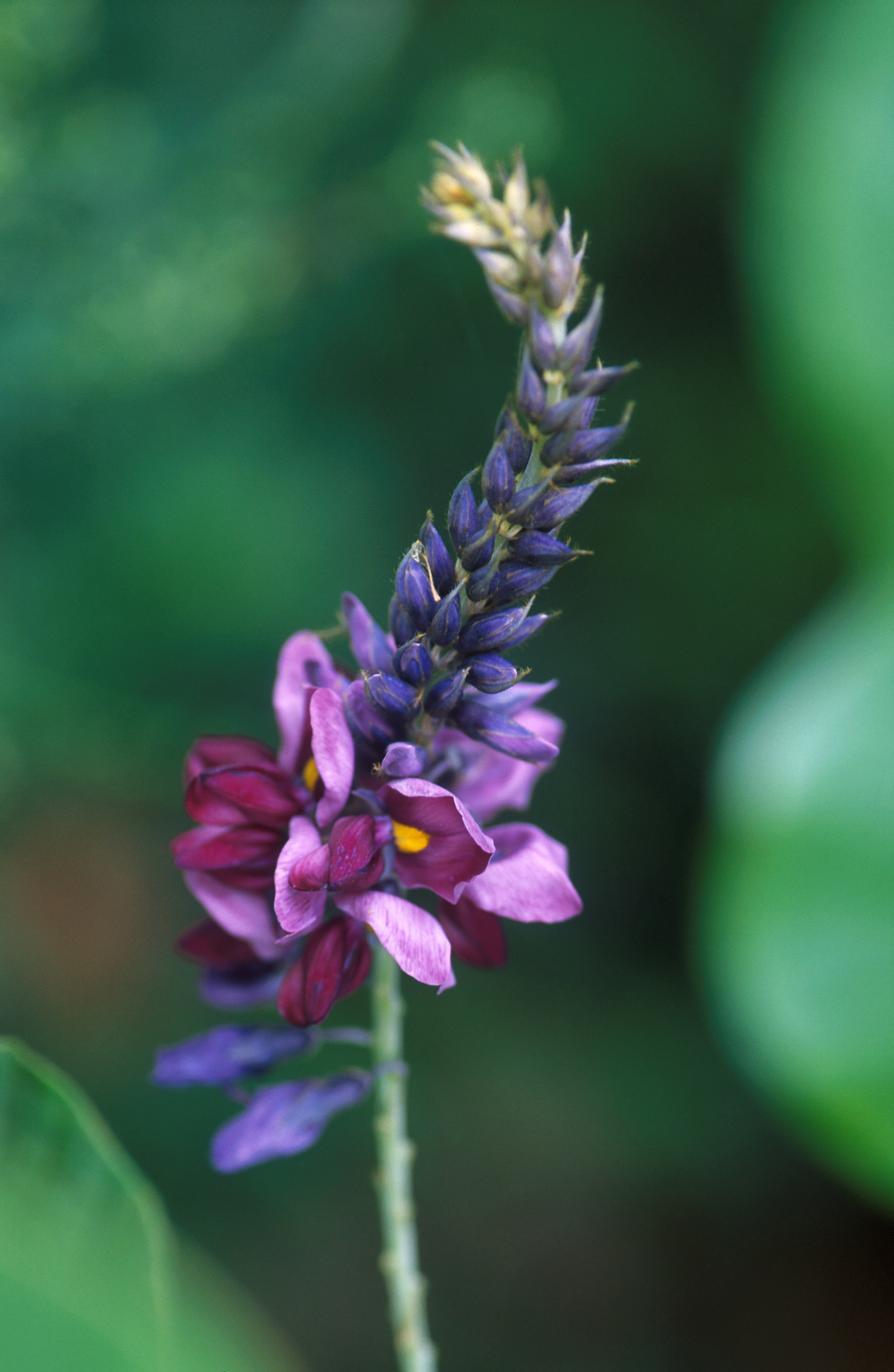
山葛根部是常用的解酒偏方，但和酒精同時攝取，可能會產生有害的影響。

關於建議用來緩解宿醉症狀的食物、飲料、和活動，俯首皆是。根據古羅馬老普林尼的權威，當時人們傾向吃生貓頭鷹蛋或炸金絲雀作治療，而在1878年巴黎世界博覽會上推出的“草原牡蠣”解酒劑，內容包括生蛋黃與伍斯特醬、塔巴斯科辣椒醬、鹽、和胡椒混合而成。到1938 年，麗思卡爾頓酒店則提供以可口可樂和牛奶的混合物當作宿醉療法（根據某些說法，可口可樂本身就是是發明用來治療宿醉之用）。有酗酒習慣的作家海明威提倡以番茄汁加啤酒來治療。其他的宿醉療法包括有雞尾酒，如血腥瑪麗或黑天鵝絨（由等量的香檳和黑啤酒組成）。一位美國民俗學家在1957年所做的調查發現，人們普遍相信重油炸食品、番茄汁、和性活動有治療宿醉的功效。
其他未經測試或不可信的治療方法包括有：
- 以毒攻毒療法（英语：Hair of the dog）：人們認為在宿醉開始後，再飲酒可把症狀緩解，因為宿醉是種酒精戒斷症狀的形式[35]透過滿足身體對酒精的需求，理論上症狀會因此得到緩解。喜歡在社交場合飲酒者和酗酒者聲稱喝更多的酒可把宿醉症狀緩解，但研究顯示，使用酒精來治療宿醉似乎會因為負增強（請參考增強#副增強）和身體依賴的形成，而可預測發生在當前或未來的飲酒問題，以及酒精使用疾患的問題。[25][33]雖然這種做法很流行[44]並受許多酒精飲料銷售商的推廣，但[45]醫學意見認為這種做法只會推遲症狀，並導致成癮。[46]另外受歡迎的還包括死人復活（英语：Corpse Reviver）雞尾酒、義大利苦味酒（英语：Fernet Branca）[47]和血腥瑪麗。[48]
- 山葛：解方的的主要成分為kakkonto。有項研究的結論是：“在大量飲酒時長期使用山葛根，例如作為宿醉的解方，可能會讓使用者增加罹患乙醛相關的腫瘤和病理的風險。......葛對於乙醛脫氫酶2（ALDH2）有抑制作用，似乎不合適作為解酒藥。“[49]
- 朝鮮薊: 研究顯示朝鮮薊提取物對於宿醉的體徵和症狀不能發揮預防的作用。[36]
- 桑拿或蒸汽浴：醫學觀點認為這樣做反而危險，因為酒精和高熱的結合會增加心律不整發生的可能。[50]
- 氧氣：有來自那些容易獲得呼吸氧氣的人 - 醫事人員和軍事飛行員 - 的傳聞，氧氣有時也可把飲酒引起的宿醉症狀減輕。這種理論認為，增高的氧氣流量可提高代謝率，而加快毒素分解的速度。[51]然而有項消息來源指出（在航空方面）氧氣對宿醉造成身體損傷方面並無影響。[52]
- 果糖和葡萄糖: 葡萄糖和果糖可顯著把酒精中毒造成的代謝變化抑制住，然而它們對宿醉的嚴重程度沒顯著影響.[36]
- 維生素B6:在已有峰值血液酒精濃度和葡萄糖濃度的時候，對酒精代謝沒影響，對精神運動功能（英语：Psychomotor learning）沒有顯著改善。[36]
- 含咖啡因飲料（英语：Caffeinated drink）: 沒發現使用咖啡因與宿醉嚴重程度之間有顯著關聯。[53]
- 解酲汤，據稱有解酒功效的韓國料理，一般是用牛血、牛骨肉、大白菜乾等熬成的濃湯。

## 流行病學
宿醉經常發生。
- 在1990年有項對一間在新英格蘭鄉間的大學生所做的研究發現，有25%的人在前一週曾宿醉過，有29%的人報告說因為等待宿醉復原而沒去上課。[21][54]
- 有15%飲酒的男性和女性每月至少有過宿醉一次，10%的英國男性報告每月至少發生一次工作時有宿醉相關的問題。[21]
- 據估計，美國有9.23%勞動力（1,160萬人）帶著宿醉而工作。[55]
- 大約23%的飲酒者在飲醉酒後並沒報告有任何宿醉問題。[8]

## 社會與文化
一個有點過時的法語慣用表達方式是“mal aux cheveux”，字面意思是“頭髮酸痛”（或“[甚至]我的頭髮都很痛”）。“宿醉”的一些名詞源自酒的名稱，例如，在智利，宿醉被稱為caña，源自西班牙語俚語，表示一杯啤酒。類似的是愛爾蘭的“棕瓶流行性感冒”，源自常見的啤酒瓶顏色。
宿醉會產生巨大的經濟後果。英國有項研究發現，由於宿醉而錯過工作，導致每年有33億美元的工資損失。在加拿大，由於宿醉症狀而導致職場生產力下降，每年損失達14億美元。在擁有500萬人口的芬蘭，每年因宿醉而損失的工作天數超過100萬。對每位有工作能力的成年人，宿醉導致的平均機會成本估計為每年20,000美元。宿醉造成的社會經濟影響包括職場曠工、工作績效下降、生產力下降、和學業成績不佳。宿醉對於有潛在危險的日常活動（例如駕駛汽車或操作重型機械），可能也會發生不利影響。
根據一項在2017年年中的報導，英國的一家公司同意把宿醉當作生病，可請病假。
截至2019年，韓國的“解酒產品”市場包含豐富，如飲料、藥丸、和果凍，市場規模為2,500 億韓元（2.13億美元）。

## 研究
總部設於美國德克薩斯州的酗酒研究協會(RSA)，在2010年6月的第33屆年度科學會議時成立酒精宿醉研究小組（Alcohol Hangover Research Group ），並發表酒精宿醉研究最佳實踐的共識聲明。Verster, Joris C.; Stephens, Richard. . Current Drug Abuse Reviews. June 2010  [24 September 2021]. （原始内容存档于2021-02-16）.
2012年，位于魁北克市的非營利組織Éduc'alcool（成立目的在教育社會大眾採取盡責飲用酒精的做法）發布一份報告，指出大量飲酒後產生的宿醉會抑制飲酒者的能力，整整達到24小時之久。

## 外部連結
- Hangovers Factsheet （页面存档备份，存于） NIAAA, March, 2019, retrieved 17 May 2019.
- "Alcohol Hangover: Mechanisms and Mediators" （页面存档备份，存于） [PDF] by Robert Swift, M.D., Ph.D. and Dena Davidson, Ph.D., NIAAA Alcohol Health and Research World, 14 January 2002, retrieved 22 November 2004.
- "The party's over: Advice on treating hangovers" （页面存档备份，存于） by Dr. Thomas Stuttaford, The Times, 13 December 2004 retrieved 24 August 2005. A colorful article on hangovers, their cause and treatment along with reference to famous Soho residents, such as Jeffrey Bernard, Dylan Thomas, and Francis Bacon.